# Gösta Löfgren (1891)
Gösta Bernhard Löfgren (Helsinki, 8 settembre 1891 – Helsinki, 21 febbraio 1932) è stato un calciatore finlandese, di ruolo difensore.

## Carriera

### Club
Nel periodo in cui giocò in nazionale militava nell'HIFK, società di Helsinki.

### Nazionale
Il suo primo incontro coincise con il primo storico incontro della nazionale della nazionale finlandese contro la Svezia il 22 ottobre 1911.
L'anno successivo, dopo una seconda amichevole contro la Svezia, fu convocato per i giochi olimpici di Stoccolma. Dopo aver vinto la prima gara contro l'Italia, divenne capitano della sua nazionale per le successive tre partite disputate ai Giochi olimpici.
Ha disputato in tutto sei incontri in nazionale, senza mettere a segno reti.

## Statistiche

### Cronologia presenze e reti in Nazionale
| Cronologia completa delle presenze e delle reti in nazionale ― Finlandia | Cronologia completa delle presenze e delle reti in nazionale ― Finlandia | Cronologia completa delle presenze e delle reti in nazionale ― Finlandia | Cronologia completa delle presenze e delle reti in nazionale ― Finlandia | Cronologia completa delle presenze e delle reti in nazionale ― Finlandia | Cronologia completa delle presenze e delle reti in nazionale ― Finlandia | Cronologia completa delle presenze e delle reti in nazionale ― Finlandia | Cronologia completa delle presenze e delle reti in nazionale ― Finlandia |
| Data                                                                     | Città                                                                    | In casa                                                                  | Risultato                                                                | Ospiti                                                                   | Competizione                                                             | Reti                                                                     | Note                                                                     |
| ------------------------------------------------------------------------ | ------------------------------------------------------------------------ | ------------------------------------------------------------------------ | ------------------------------------------------------------------------ | ------------------------------------------------------------------------ | ------------------------------------------------------------------------ | ------------------------------------------------------------------------ | ------------------------------------------------------------------------ |
| 22-10-1911                                                               | Helsinki                                                                 | Finlandia                                                                | 2 – 5                                                                    | Svezia                                                                   | Amichevole                                                               | -                                                                        |                                                                          |
| 27-6-1912                                                                | Solna                                                                    | Svezia                                                                   | 7 – 1                                                                    | Finlandia                                                                | Amichevole                                                               | -                                                                        |                                                                          |
| 29-6-1912                                                                | Traneberg                                                                | Finlandia                                                                | 3 – 2                                                                    | Italia                                                                   | Olimpiadi 1912                                                           | -                                                                        |                                                                          |
| 30-6-1912                                                                | Traneberg                                                                | Finlandia                                                                | 2 – 1                                                                    | Russia                                                                   | Olimpiadi 1912                                                           | -                                                                        | Cap.                                                                     |
| 2-7-1912                                                                 | Stoccolma                                                                | Finlandia                                                                | 0 – 4                                                                    | Regno Unito                                                              | Olimpiadi 1912                                                           | -                                                                        | Cap.                                                                     |
| 4-7-1912                                                                 | Traneberg                                                                | Finlandia                                                                | 0 – 9                                                                    | Paesi Bassi                                                              | Olimpiadi 1912                                                           | -                                                                        | Cap.                                                                     |
| Totale                                                                   |                                                                          | Presenze                                                                 | 6                                                                        |                                                                          | Reti                                                                     | 0                                                                        |                                                                          |